# Andrew Thorndike
Pour les articles homonymes, voir Thorndike.
Andrew Thorndike, né le 30 août 1909 à Francfort-sur-le-Main et mort le 14 décembre 1979 à Berlin-Est, est un réalisateur documentariste est-allemand.

## Biographie
Les ancêtres de Thorndike faisaient partie des pères pèlerins sur le Mayflower en 1620. Son père est Andrew Thorndike III fait partie du Trust Hugenberg, il est directeur général et président du conseil de surveillance d'Allgemeine Anzeigen GmbH (Ala) de 1920 à 1932 et directeur général d'August Scherl GmbH de 1932 à 1944. Le père est le confident d'Alfred Hugenberg en tant que chef du bureau d'Allgemeine Anzeigen GmbH à partir de 1914 et de 1918 à 1920 directeur général d'Auslands GmbH. En juillet 1915, le père devient chef du bureau de presse de Krupp et membre du conseil d'administration de la DLG.
Andrew Thorndike grandit à Senzig et est élève de l'école de Königs Wusterhausen. Après l'abitur en 1928, il entame un apprentissage d'homme d'affaires chez Scherl-Verlag. En 1930, il travaille pour le Württembergische Zeitung. Il travaille à l'UFA à partir de 1931 et au département des films publicitaires à partir de 1933. En 1939, il sert dans la réserve de la police à Dresde. En 1941, il travaille entre autres comme réalisateur de films culturels, notamment des films éducatifs pour l'Oberkommando der Wehrmacht. Son film culturel Die Herrin des Hofes, réalisé en 1942, montre le travail diversifié et responsable d'une femme de fermier ; il est d'abord interdit, mais, après un montage approfondi, il reçoit la mention « éducation populaire » et est diffusé le 22 décembre 1942. Thorndike est cependant arrêté parce qu'il est soupçonné de porter atteinte à la force militaire et est enrôlé dans la Wehrmacht.
Alors qu'il était prisonnier de guerre des Soviétiques, il devient membre du Comité national pour une Allemagne libre (NKFD) et est diplômé de l'École antifasciste. En 1948, il retourne en Allemagne et travaille à partir de 1949 comme réalisateur au studio DEFA pour les actualités et les documentaires.
Alors qu'il travaillait sur le projet Stalin und das deutsche Volk, Andrew Thorndike est attiré à Berlin-Ouest avec un télégramme fictif le 9 avril 1953 et arrêté pour « soupçon de complicité de trahison contre la République fédérale d'Allemagne » et emmené à Karlsruhe. Après des protestations internationales, Thorndike est libéré en juillet 1953. Selon les dernières conclusions, Thorndike n'était qu'un suspect parmi des dizaines d'autres arrêtés les 9 et 10 avril 1953 à Berlin-Ouest et en République fédérale d'Allemagne dans le cadre de l'Aktion Vulkan. En raison de l'attitude pragmatique de l'un de ses défenseurs, l'avocat de la RDA Friedrich Karl Kaul, et du procureur fédéral Carlo Wiechmann, le procès n'a pas lieu.
Andrew Thorndike devient membre de l'Académie des arts de la RDA en 1961. En 1967, il fonde l'Association des créateurs de cinéma et de télévision de la RDA et en est le président jusqu'à sa mort.
Les enfants Andrew V, Jan et Peggy sont issus de son premier mariage avec sa femme Irma dans les années 1930. Le fils illégitime d'Andrew, Gregor, est également né lors de ce mariage. À cause de Gregor, il y a un divorce. En 1953, Andrew Thorndike épouse Annelie Kunigk, qu'il avait rencontrée alors qu'il travaillait sur des films. Le troisième mariage de Thorndike est avec Helga Schrader, avec qui il donne les enfants Katharina et Andreas.

## Filmographie
- 1942 : Die Herrin des Hofes
- 1949 : Der 13. Oktober - 1. Der durchbrochene Kreis
- 1950 : Von Hamburg bis Stralsund
- 1950 : Der Weg nach oben
- 1951 : Sportivnyy prazdnik molodyozhi
- 1952 : Wilhelm Pieck - Das Leben unseres Präsidenten (de)
- 1952 : Die Prüfung
- 1954 : Die Sieben vom Rhein
- 1956 : Du und mancher Kamerad
- 1956 : Die Novemberrevolution 1918
- 1957 : Der Fall Harzmann und andere
- 1958 : Unternehmen Teutonenschwert (de)
- 1959 : Urlaub auf Sylt
- 1961 : Die Konzessionen des Mister Urquhart (TV)
- 1963 : Das russische Wunder
- 1965 : Tito in Deutschland
- 1969 : Du bist min. Ein deutsches Tagebuch
- 1970 : Wladimir Iljitsch Uljanow Lenin
- 1971 : Mein ganzes Leben lang
- 1971 : Start
- 1977 : Die alte neue Welt (de)